# La petita que fa mitja
La petita que fa mitja és una pintura a l'oli sobre tela de Josep Obiols i Palau dipositada al Museu de Montserrat (Monestir de Montserrat, el Bages), la qual fou pintada l'any 1938.

## Context històric i artístic
Nascut l'any 1894, Obiols va ésser deixeble de Torres i Garcia i en la seua jovenesa rebé una forta influència d'Aragay i Xavier Nogués. En tornar de Florència, on va residir en 1920-1921 amb el poeta Carles Riba, ja havia adquirit el seu estil de pintor muralista típic del Noucentisme. Les seus composicions en edificis públics i privats (la Biblioteca Popular de la Dona el 1922, la Casa Guarro de Sarrià el 1923, la cúpula del vestíbul de Correus el 1925) plasmen una Catalunya idealitzada, de paisatges serens, plena d'infants, de garlandes, d'àngels músics, característiques que feren dir a Joan Teixidor: "Més que la recerca de nous valors plàstics, a Obiols li interessa l'aprofundiment dels antics." Durant la darrera Guerra Civil Espanyola treballà per a la Generalitat de Catalunya com a il·lustrador de cartells, de revistes i de L'Auca del noi català antifeixista i humà (amb dibuixos a ploma acolorits que serví com a instrument de propaganda a l'estranger), i com a autor dels murals de la Conselleria de Finances (avui a l'anomenat Saló de Cònsols de la Cambra de Comerç) sobre els temes medievals de Les Drassanes de Barcelona i La Taula de Canvi. Després de la guerra, altre cop actuà com a muralista al Monestir de Montserrat (1943-1951), a l'Església Parroquial de Sarrià i a la Sala del Bon Govern de l'Ajuntament de Barcelona (1960).

## Descripció
Aquest quadre, tot i ésser un oli, conserva les harmonies delicades i els tons terrosos típics de la pintura mural, que ací l'ajuden a expressar la gràcia casolana de la cadira catalana de fusta tornejada i seient de balca, només mostrada fragmentàriament, i la tendresa i alegria de la infantesa. Els personatges d'Obiols, tal com va escriure Alexandre Cirici i Pellicer, no saben ésser ni vells ni dolorosos, i l'ombra no sap envair els seus espais.